# Orlando Robinson
Orlando Lamon Robinson Jr. (Las Vegas, Nevada, 10 de julio de 2000) es un jugador de baloncesto estadounidense que actualmente se encuentra sin equipo. Con 2,08 metros de estatura, juega en la posición de pívot.

## Trayectoria deportiva

### Universidad
Jugó tres temporadas con los Bulldogs de la Universidad Estatal de Fresno, en las que promedió 15,7 puntos, 8,0 rebotes, 2,2 asistencias y 1,0 tapones por partido. En su tercera temporada fue incluido en el mejor quinteto de la Mountain West Conference, tras haberlo sido en el segundo equipo la temporada anterior. El 18 de mayo de 2022 se declaró elegible para el draft de la NBA, renunciando a su último año de uiniversidad.

#### Estadísticas
| Año     | Equipo       | PJ | PT | MPP  | %TC  | %3P  | %TL  | RPP | APP | ROB | TPP | PPP  |
| ------- | ------------ | -- | -- | ---- | ---- | ---- | ---- | --- | --- | --- | --- | ---- |
| 2019–20 | Fresno State | 30 | 30 | 27.3 | .492 | .250 | .705 | 6.6 | 1.6 | .8  | 1.0 | 12.2 |
| 2020–21 | Fresno State | 24 | 24 | 31.9 | .443 | .333 | .721 | 9.2 | 2.1 | .9  | .8  | 14.6 |
| 2021–22 | Fresno State | 36 | 36 | 33.2 | .484 | .352 | .716 | 8.4 | 2.9 | 1.0 | 1.2 | 19.4 |
| Total   | Total        | 90 | 90 | 30.9 | .476 | .322 | .714 | 8.1 | 2.2 | .9  | 1.0 | 15.7 |

### Profesional
Tras no ser elegido en el Draft de la NBA de 2022, el 14 de julio firmó contrato con los Miami Heat, pero fue cortado sin comenzar el campeonato, siendo asignado a su filial, los Sioux Falls Skyforce el 24 de octubre. Tras disputar cinco partidos con los Skyforce, en los que promedió 20 puntos y 9,2 rebotes, los Heat le firmaron un contrato dual el 13 de noviembre. Debutó el 18 de noviembre ante Washington Wizards, consiguiento 14 puntos, 7 rebotes y un tapón en 32 minutos de juego.
Tras dos temporadas en Miami, el 24 de julio de 2024, firma un contrato de dos años con Sacramento Kings. Fue despedido el 7 de enero de 2025.
El 18 de enero de 2025 firmó un contrato de 10 días con los Toronto Raptors, que fue posteriormente renovado por otros diez días más. El 10 de abril fue despedido por la franquicia canadiense.

## Estadísticas de su carrera en la NBA

### Temporada regular
| Año     | Equipo     | PJ  | PT | MPP  | %TC  | %3P  | %TL  | RPP | APP | ROB | TPP | PPP |
| ------- | ---------- | --- | -- | ---- | ---- | ---- | ---- | --- | --- | --- | --- | --- |
| 2022-23 | Miami      | 31  | 1  | 13.7 | .528 | .000 | .710 | 4.1 | .8  | .4  | .4  | 3.7 |
| 2023-24 | Miami      | 36  | 7  | 8.4  | .500 | .533 | .760 | 2.3 | .9  | .2  | .2  | 2.8 |
| 2024-25 | Sacramento | 9   | 0  | 6.3  | .412 | .200 | .571 | 1.6 | 1.0 | .3  | .1  | 2.1 |
| 2024-25 | Toronto    | 35  | 8  | 20.4 | .447 | .340 | .794 | 5.9 | 1.9 | .4  | .4  | 8.1 |
| Total   | Total      | 111 | 16 | 13.5 | .472 | .342 | .754 | 3.9 | 1.2 | .3  | .3  | 4.7 |

### Playoffs
| Año   | Equipo | PJ | PT | MPP | %TC  | %3P  | %TL | RPP | APP | ROB | TPP | PPP |
| ----- | ------ | -- | -- | --- | ---- | ---- | --- | --- | --- | --- | --- | --- |
| 2024  | Miami  | 1  | 0  | 2.5 | .000 | .000 | —   | 1.0 | 1.0 | .0  | .0  | .0  |
| Total | Total  | 1  | 0  | 2.5 | .000 | .000 | —   | 1.0 | 1.0 | .0  | .0  | .0  |